# Ormtjärnen (Hällefors socken, Västmanland)
Ormtjärnen är en sjö i Hällefors kommun i Västmanland och ingår i Göta älvs huvudavrinningsområde. Sjön har en area på 0,0667 kvadratkilometer och ligger 223,2 meter över havet.

## Delavrinningsområde
Ormtjärnen ingår i det delavrinningsområde (663908-142392) som SMHI kallar för Utloppet av Örlingen. Medelhöjden är 229 meter över havet och ytan är 23,08 kvadratkilometer. Räknas de 94 avrinningsområdena uppströms in blir den ackumulerade arean 1 108,1 kvadratkilometer. Gullspångsälven (Liälven) som avvattnar avrinningsområdet har biflödesordning 2, vilket innebär att vattnet flödar genom totalt 2 vattendrag innan det når havet efter 365 kilometer. Avrinningsområdet består mestadels av skog (73 procent). Avrinningsområdet har 1,42 kvadratkilometer vattenytor vilket ger det en sjöprocent på 6,1 procent.